# Apol·lodor de Carist
Apol·lodor de Carist (grec antic: Ἀπολλόδωρος) va ser un poeta còmic nascut probablement a Carist, Eubea. Els antics distingien entre dos poetes còmics de nom Apol·lodor, aquest de Carist i Apol·lodor de Gela, nascut a Gela de Sicília.
Apol·lodor de Carist va viure probablement a la primera meitat del segle iii aC. Pertangué a la nova escola atenesa de comèdia, i en va ser un dels seus autors més distingits. Hom li atribueix 47 comèdies, i consta que guanyà cinc premis. Sembla que les seves obres no es representaren a Atenes sinó a Alexandria. Les seves obres varen continuar de ser representades després de la seva mort i eren populars, com es dedueix del fet que Terenci va prendre el tema de les seves obres La Sogra i Formió de dues obres d'Apol·loni.
La Suïda esmenta un poeta còmic que anomena Apol·lodor d'Atenes, cosa que ha portat algun crític a pensar que hi havia tres Apol·lodors comediògrafs, però probablement és el mateix Apol·lodor de Carist.